# 생명의 기차
생명의 기차(Train De Vie, Train Of Life)는 벨기에에서 제작된 라두 미하일레아누 감독의 1998년 영화이다. 라이오넬 아벨란스키 등이 주연으로 출연하였다.

## 출연

### 주연
- 라이오넬 아벨란스키
- 루퍼스

### 조연
- 마리-호세 나트
- 미쉘 뮬러
- 아가시 데 라 폰테인
- 콘스탄틴 바불리스쿠
- 미하이 칼린
- 테오도르 다네티
- 게드 엘마레